# Кто за главного? Свобода воли с точки зрения нейробиологии
Кто за главного? Свобода воли с точки зрения нейробиологии (англ. Who’s in Charge?: Free Will and the Science of the Brain) — научно-популярная книга Майкла Газзанига, изданная в 2011 году на английском языке в издательстве Ecco, посвящена вопросам нейробиологии. На русский язык была переведена и издана в 2017 году.

## Содержание
Книга написана американским нейропсихологом Майклом Газзанига, являющегося профессором психологии и директором Центра по изучению мозга SAGE в университете Калифорнии Санта-Барбара. На страницах книги автор пытается ответить на вопрос: несёт ли каждый человек личную ответственность за свои поступки? Что первично, биологически заложенные эволюцией инстинкты или же человек действуют в соответствии с собственными целями и свободно принимает решения. Согласно главной мысли автора в современных представлений о физической работе мозга нет никаких причин принижать значение человеческой свободы воли или моральной ответственности.

### Глава 1
В первой главе Газзанига предлагает краткий обзор теорий развития и функционирования мозга, который служит прологом к остальной части работы. Газзанига начинает свой рассказ с теории эквипотенциальности Карла Лешли, согласно которой любая часть мозга может выполнять функции любой другой, что поддерживало представление о человеческом разуме как о чистой доске. По его мнению, это было общепринятым мнением в первой половине XX века. Затем он описывает, как эта идея была опровергнута во второй половине века благодаря новаторским исследованиям Дональда Хебба о нейронной связности и Роджера Сперри о нейроспецифичности. Их работы, а также работы других учёных, привели к преобладающему в настоящее время взгляду на мозг не как на недифференцированную массу, способную обучаться чему угодно, а как на высокоспецифичную и ограниченную систему. В рамках старой парадигмы «природа против воспитания» Газзанига предполагает, что и то, и другое играет важную роль. В то время как глобальная структура мозга генетически детерминирована и многие его механизмы эволюционно запрограммированы, формирование конкретных связей и сетей на локальном уровне, как выяснилось, сильно зависит от активности. В частности, он предполагает, что нейробиологи пришли к пониманию человеческого мозга как сложной модульной системы без единого общего командного центра.

### Глава 2
В следующей главе автор начинает показывать, как понимание человеческого мозга как модульной системы привело нейробиологов к деконструкции представления о едином центре сознания. Здесь он фокусируется на том, что он называет «параллельным и распределённым мозгом», сталкиваясь с важнейшим вопросом о том, как множество различных и высокоспецифичных модулей мозга способны функционировать как единое целое. Как предполагает Газзанига, исследования XIX века выявили две важные особенности человеческого мозга: чрезвычайную локализацию мозговых функций и зависимость от бессознательных процессов. В XX веке, говорит он, важность обеих этих особенностей была подтверждена исследованиями пациентов с разделённым мозгом, проведёнными им самим и другими учёными. У пациентов с разделённым правым и левым полушарием мозга, согласно мнению автора, существует, по сути, два потока сознания. Хотя первоначально это наводило на мысль о дихотомическом мозге, дальнейшие исследования показали, что в каждом мозге существует созвездие центров сознания, взаимодействующих друг с другом. В этих терминах сознательный опыт может быть понят как ощущение, порождаемое несколькими модулями, каждый из которых обладает специализированными возможностями. Его можно рассматривать как результат эволюции человеческого мозга, который смог сохранить свою эффективность только при расширении за счёт децентрализации на множество взаимосвязанных модулей.

### Глава 3
Далее Газзанига переходит к обсуждению того, как мозг объединяет опыт этих многочисленных модулей в единый поток сознания. Он утверждает, что мозг делает это, ссылаясь на последние достижения нейронауки, посредством интерпретации «пост решения», которая часто искажает истину. Таким образом, хотя мы можем думать, что отпрыгнули назад, потому что увидели змею, на самом деле наш прыжок был автоматической эволюционной реакцией «бей или беги», которая возникла до того, как мы осознали присутствие змеи. Благодаря собственным исследованиям Газзаниги с пациентами с расщеплённым мозгом стало возможным выделить часть левого полушария, которая отвечает за объяснение наших действий, и он назвал её модулем интерпретатора. Именно этот модуль интерпретатора объясняет все поведенческие шаблоны, мысли и эмоции, возникающие в остальной части мозга. Однако это исследование также показало, что интерпретатор может объяснить только ту информацию, которую он получает, и этот факт можно использовать для объяснения многих других загадочных неврологических расстройств. Однако самым поразительным является то, как теория интерпретатора влияет на вопросы сознания и свободы воли. Как описывает Газзанига, роль интерпретатора заключается в том, чтобы придать смысл всему, что мы осознаем, но поскольку сознание — это медленный процесс, то все, что попало в наше сознание, на самом деле уже произошло. Это неизбежно приводит к вопросу о том, есть ли у нас сознательный контроль над нашими действиями, или же на самом деле мы неврологически детерминированы, конструируя наше самосознание «пост решение».

### Глава 4
В главе за номером четыре Газзанига продолжает исследование функционирования мозга. По его мнению, нынешний консенсус заключается в том, что свобода воли — это иллюзия, созданная модулем интерпретации. И хотя сам Газзанига согласен с тем, что наше представление о сознании создано интерпретатором, он не считает, что это влечёт за собой отрицание человеческой ответственности. Вместо этого он говорит о необходимости радикального изменения нашего понимания свободы и ответственности, соответствующего нашему новому пониманию физического мира и его механизмов. Как он указывает, теория хаоса и квантовая физика вместе подорвали классически детерминистский взгляд на Вселенную. Более того, детальные исследования эмерджентных явлений показали, что свойства высшего порядка несводимы к их составным частям и могут действовать по совершенно иным правилам. Взятые вместе, утверждает Газзанига, эти события свидетельствуют о неадекватности как неврологического детерминизма — мнения о том, что свобода воли является иллюзией, — так и неврологического редукционизма — мнения о том, что каждое психическое состояние идентично и, следовательно, сводимо к какому-то нейронному состоянию. Вместо этого он утверждает, что сознательное мышление, скорее всего, является эмерджентным свойством. В этом смысле разум можно рассматривать как в некоторой степени независимое свойство мозга и одновременно полностью зависимое от него, отношение, которое, по его мнению, подобно отношению аппаратного и программного обеспечения. Хотя он осторожен в описании детального причинно-следственного взаимодействия разума и мозга, Газзанига настаивает на том, что они дополняют друг друга.

### Глава 5
В пятой главе своей книги автор переходит к рассмотрению того, что он называет «социальным сознанием», — того, как социальные условия влияют и ограничивают индивидуальное поведение. Недостаточно рассматривать отдельный разум в изоляции, абстрагируясь от его социального окружения, поскольку поведение одного человека влияет на поведение другого. Действительно, с эволюционной точки зрения, как показывают исследования приматов, именно существование социальных групп послужило катализатором развития сложного мозга. В этом процессе ключевую роль играли как социальная конкуренция, так и социальное сотрудничество. Газзанига выделяет два этапа в этом эволюционном развитии: первый примитивный этап, который длился до тех пор, пока люди не отказались от кочевого образа жизни и не начали селиться на постоянных местах, и второй этап коэволюции с развивающейся цивилизацией, который до сих пор продолжает формировать наш социальный разум. Коэволюция связана с тем, как могут эволюционировать приобретённые черты — не в том смысле, что приобретённые черты могут быть унаследованы, а в том смысле, что мы можем унаследовать склонность к приобретению определённых черт, которые впоследствии оттачиваются в течение нескольких поколений. Из этого следует, что иногда направление и скорость эволюционных изменений в результате естественного отбора могут быть обусловлены приобретённым поведением. Таким образом, можно сказать, что индивиды коэволюционируют со своим социальным окружением, каждое из которых ограничивает и формирует развитие другого.

### Глава 6
В завершающей главе учёный переходит к обсуждению моральной ответственности в свете современной нейронауки. Согласно автору, все понятие человеческой ответственности подвергается все большим нападкам со стороны многих нейробиологов. Преобладающее мнение о неврологическом детерминизме даже привело некоторых из них к утверждению, что люди никогда не отвечают за свои действия, что, как он отмечает, имеет радикальные последствия для закона и общества. Другие, которые не впали в такую крайность, все же утверждают, что неврология показывает, что некоторые люди не несут ответственности за свои действия, что привело к тому, что неврологические доказательства — такие как сканирование мозга — играют важную роль в зале суда. На чисто практическом уровне у Газзаниги есть ряд возражений против этой позиции, и все они основаны на том, что нынешний уровень научных знаний недостаточно силен, чтобы нести требуемое от него бремя доказательств. Поэтому он предполагает, что существует реальная опасность использования сканирования мозга в суде, поскольку каждый мозг индивидуален и не может быть приведён к стандартам других людей. Аналогичным образом он беспокоится о статусе научного эксперта как человека, обладающего слишком большой властью, чтобы влиять на судебные решения.

### Послесловие
В послесловии Газзанига возвращается к фундаментальному вопросу о человеческой идентичности. Он резюмирует: «мы люди, а не мозги — мы та абстракция, которая возникает, когда разум, возникающий из мозга, взаимодействует с мозгом». Таким образом, именно взаимодействие разума и мозга обеспечивает нашу сознательную реальность, но само это взаимодействие ограничено личностной и социальной средой, в которой мы существуем.